# Carteronius sudanus
Espèce
Synonymes
- Mandane sudana Karsch, 1880
- Carteronius helluo Simon, 1896
- Medmassa laurenti Lessert, 1946

Carteronius sudanus est une espèce d'araignées aranéomorphes de la famille des Corinnidae.

## Distribution
Cette espèce se rencontre au Ghana, en Côte d'Ivoire, en Sierra Leone, en Guinée et au Congo-Kinshasa.

## Description
Le mâle décrit par Bonaldo, Bosselaers, Ramírez, Labarque, Shimano, Silva-Junior et Haddad en 2022 mesure 9,21 mm et les femelles de 9,65 à 10,18 mm.

## Systématique et taxinomie
Cette espèce a été décrite sous le protonyme Mandane sudana par Karsch en 1880. Le nom Mandane Karsch, 1880, étant préoccupé par Mandane Kinberg, 1865, il est remplacé par Mandaneta par Strand en 1932. Elle est placée dans le genre Carteronius par Bonaldo, Bosselaers, Ramírez, Labarque, Shimano, Silva-Junior et Haddad en 2022.
Medmassa laurenti a été placée en synonymie par Haddad et Bosselaers en 2010.
Carteronius helluo a été placée en synonymie par Bonaldo, Bosselaers, Ramírez, Labarque, Shimano, Silva-Junior et Haddad en 2022.

## Étymologie
Son nom d'espèce lui a été donné en référence au lieu de sa découverte, le Soudan.

## Publication originale
- Karsch, 1880 : « Arachnologische Blätter (Decas I). » Zeitschrift für die gesammten Naturwissenschaften, vol. 53, p. 373-409.